# Hanns-Peter Hüster
Hanns-Peter Hüster (* 1935 in Augsburg; † 10. März 2020 in Essen) war ein deutscher Kinobetreiber. Gemeinsam mit seiner Frau Marianne Menze betrieb er mehrere Kinos in Essen, darunter die Lichtburg und das Filmstudio Glückauf.

## Leben
Hüster wurde 1935 in Augsburg geboren, wuchs während des Zweiten Weltkrieges aber teilweise bei seiner Großmutter in Naumburg an der Saale auf. Nach Kriegsende wurde die Familie in Essen wieder zusammengeführt, wo Hüsters Vater als Geschäftsführer eines Kaufhauses tätig war. Hanns-Peter Hüsters Leidenschaft für das Kino wurde durch eine Vorführung des Spielfilms Das Dschungelbuch, mit dem indischen Schauspieler Sabu in der Rolle des Mowgli, geweckt. Im Luftschutzkeller des Familienhauses richtete er sein erstes „Kino“ ein, in dem er Filme für Nachbarskinder vorführte. Nachdem ihm sein Vater eine 16-mm-Kamera schenkte, drehte Hüster eigene Kurzfilme.
Später absolvierte er eine Ausbildung als Fernmeldetechniker bei Siemens & Halske. Durch Unterstützung seines Vaters war er dort zeitweise in der kinotechnischen Abteilung beschäftigt und unterstützte den Umbau einiger Kinos auf Cinemascope. Im Anschluss war er als Kameramann beim WDR tätig.

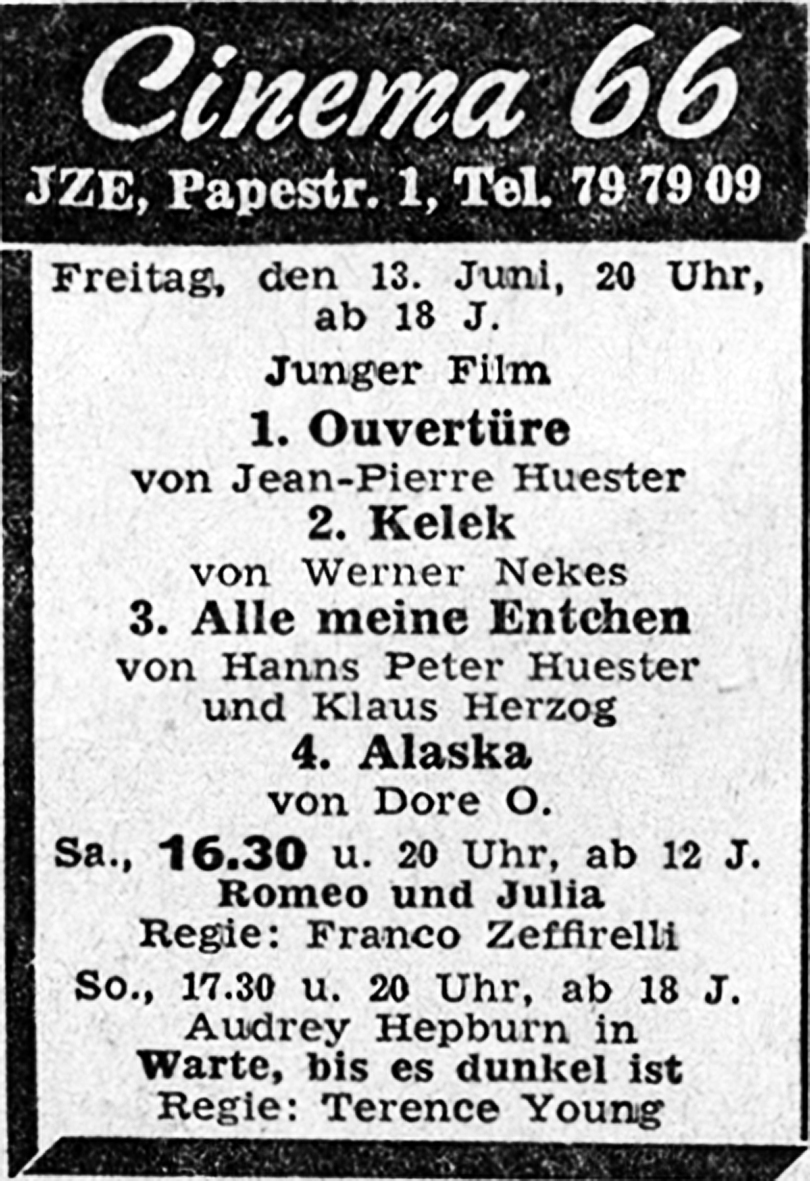
Kinoanzeige (1969), Cinema 66 im Jugendzentrum, zwei Filme von Hüster

1962 übernahm er in Essen-Frillendorf das Studio Filmforum. Von 1964 bis 1970 war er als Angestellter der Stadt für das Kinoprogramm im Jugendzentrum in Holsterhausen beschäftigt. Danach übernahm er von einem befreundeten Ehepaar eine Kunstgalerie, die er nach einem erfolglosen Versuch als Kunsthändler in das Kino Galerie Cinema umwandelt. Mangels zugkräftiger Filmkopien bediente Hüster mit seinem kleinen Programmkino zunächst vor allem ein Nischenpublikum. Ab 1973 führte er dort jeden Sonntag den Film Harold und Maude auf.
Bei einer Vorführung von Stanley Kubricks Film 2001: Odyssee im Weltraum lernte er seine zukünftige Frau Marianne Menze kennen.
Durch ihre Arbeit retteten Hüster und seine Frau sowohl das Filmstudio Glückauf, das älteste Filmtheater des Ruhrgebietes, als auch die Lichtburg vor der drohenden Schließung.

## Auszeichnung
- 2013: Bundesverdienstkreuz am Bande, gemeinsam mit Marianne Menze[5][6]